# Дімітріс Палазіс

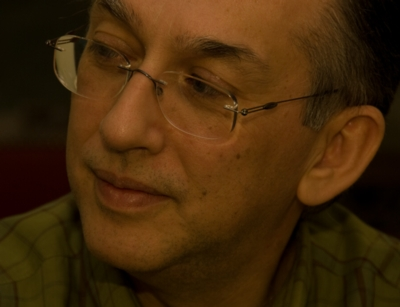
Дімітріс Палазіс

Дімітріс Палазіс (грец. Δημήτρης Παλάζης, 5 липня 1960, Афіни) — новогрецький поет, автор низки есе і драматург.

## Творча біографія
Дімітріс Палазіс почав писати вірші 1979 року, 1989 року вперше зайнявся прозою. Його твори друкуються у грецьких, журналах, газетах та в Інтернеті. 1995 року почав перекладати свої поезії англійською мовою. Лауреат премії грецького Літературного товариства «Парнас» (2007) за «Σεισμογενής περιοχή». Живе і працює в Афінах.
Поезія Палазіса характеризується символізмом, в ній відчувається також вплив сюрреалізму. Їй притаманне сильне почуття місця і паралелізму. Вірші часто передають внутрішній монолог або діалог із невідомою особою.
Серед інших інтересів Палазіса: мистецтво, музика, філософія, культура, психологія і соціологія.

## Збірки поезій
- Από την Απομόνωση 1981
- Νήσος Ευταλία, 2005
- Φυγάδες των καιρών, εκδ. Αλεξάνδρεια, 2006
- Το κόκκινο βιβλίο, εκδ. Αλεξάνδρεια, 2009

## Публікації в журналах
- Eclectica Magazine, Four Poems [Архівовано 26 березня 2010 у Wayback Machine.]
- Περιοδικό Γραμμάτων & Τεχνών Βακχικόν [Архівовано 22 січня 2010 у Wayback Machine.]